# Dypsis fasciculata
Espèce
Statut de conservation UICN

 NT  : Quasi menacé
Dypsis fasciculata est une espèce de palmiers (Arecaceae), endémique de Madagascar. En 2012 elle est considérée par l'IUCN comme une espèce quasi-menacée. Alors qu'en 1995 elle était considérée comme une espèce vulnérable.